# William Warren
William Warren (Cambridge, 1839 - 1914) va ser un entomòleg anglès especialitzat en lepidòpters.
William Warren va ser educat per primera vegada a Oakham School, i posteriorment es va graduar a la Universitat de Cambridge, obtenint els honors clàssics de primera classe. Després va ensenyar al Grammar School de Doncaster. Va fer àmplies recol·leccions de microlepidòpters a les Illes Britàniques, especialment a Wicken Fen. Després d'abandonar l'escola de Doncaster, va viure a Chiswick, Londres, on va treballar amb piràlids i geomètrids al Museu d'Història Natural de Londres, i més tard, amb la intervenció d'Albert Günther, per al Museu d'Història Natural de Tring. Warren va realitzar recol·leccions per Panjab, Brasil i Japó. Va ser membre de la Royal Entomological Society de Londres.

## Obres(llista parcial)
- 1894 New genera and species of Geometridae. Novitates Zoologicae, 1(2): 366–466.
- 1895 New species and genera of Geometridae in the Tring Museum. Novitates Zoologicae, 2: 82–159.
- 1896 New Geometridae in the Tring Museum. Novitates Zoologicae, 3: 99–148.
- 1896 New species of Drepanulidae, Uraniidae, Epiplemidae, and Geometridae from the Papuan region. Novitates Zoologicae, 3: 272–306.
- 1896 New species of Drepanulidae, Thyrididae, Uraniidae, Epiplemidae, and Geometridae in the Tring Museum. Novitates Zoologicae, 3: 335–419.
- 1897 New genera and species of moths from the Old-World regions in the Tring Museum. Novitates Zoologicae, 4: 12–130.
- 1897 New genera and species of Thyrididae, Epiplemidae, and Geometridae from South and Central America and the West Indies, in the Tring Museum Novitates Zoologicae 4 : 408-507
- 1898 New species and genera of the families Thyrididae, Uraniidae, Epiplemidae, and Geometridae. Novitates Zoologicae, 5: 5–41.
- 1898 New species and genera of the families Drepanulidae, Thyrididae, Uraniidae, Epiplemidae, and Geometridae from the Old-World regions. Novitates Zoologicae, 5: 221–258.
- 1899 New species and genera of the families Drepanulidae, Thyrididae, Uraniidae, Epiplemidae, and Geometridae from the Old-World regions. Novitates Zoologicae, 6(1): 1–66.
- 1899b New Drepanulidae, Thyrididae, and Geometridae from the Aethiopian region. - Novitates Zoologicae 6(3):288–312
- 1900 New genera and species of Thyrididae and Geometridae from Africa. Novitates Zoologicae, 7: 94–98.
- 1900b New Genera and Species of Drepanulidae, Thryrididae, Epiplemidae and Geometridae from the Indo-Australian and Palaearctic Regions. Novitates Zoologicae, 7:98-116
- 1901 New Thyrididae, Epiplemidae and Geometridae from the Ethiopian region. Novitates Zoologicae, 8: 6–20.
- 1901 Drepanulidae, Thyrididae, Epiplemidae, and Geometridae from the Aethiopian region. Novitates Zoologicae, 8: 202–217.
- 1901 New American Moths. Novitates Zoologicae, 8: 435–492.
- 1902 New African Drepanulidae, Thyrididae, Epiplemidae, and Geometridae in the Tring Museum. Novitates Zoologicae, 9: 487–536.
- 1904 New Drepanulidae, Thyrididae, Uraniidae, and Geometridae from the Aethiopian Region. Novitates Zoologicae, 11: 461–482.
- 1905a New species of Thyrididae, Uraniidae, and Geometridae, from the Oriental Region. Novitates Zoologicae, 12: 6-15
- 1905b Lepidoptera from the Sudan. Novitates Zoologicae, 12: 21-23 pl.IV
- 1905c New Species of Geoometridae from the Aethiopian Region. Novitates Zoologicae, 12: 34-40
- 1905d New American Thyrididae, Uraniidae, and Geometridae. Novitates Zoologicae, 12:307-379
- 1905e New African Thyrididae, Uraniidae, and Geometridae. Novitates Zoologicae, 12: 380–409.
- 1905f New species of Thyrididae, Uraniidae and Geometridae from the Oriental Region. Novitates Zoologicae, 12 :410-447
- 1905g Lepidoptera collected by Mr.W.R.Ogilvie-Grant on the Azores and Madeira in 1903. Novitates Zoologicae, 12: 439-447
- 1909 New species of Uraniidae and geometridae from the Aethiopian region. Novitates Zoologicae, 16: 110–122.
- 1909 Noctuae in Seitz, 1909 Die Gross-Schmetterlinge des Palaearktischen Faunengebietes. 3. Die eulenartigen Nacthfalter Gross-Schmett. Erde 3 : 1-511, pl. 1-75.
- 1911 Description of some new Geometridae and Pyralidae from South Africa. Annals of the South African Museum, 10(1): 19–30.
- 1912 New Noctuidae in the Tring Museum mainly from the Indo-Oriental Region Novitates Zoologicae, 19: 1-57.
- 1912 New Geometridae in the Tring Museum from new Guinea. Novitates Zoologicae, 19: 68-85.
- 1914 New species of Drepanulidae, Noctuidae and Geometridae in the Tring museum. Novitates Zoologicae, 21: 401-425.
- 1915 Some new oriental Cymatophoridae in the Tring museum. Novitates Zoologicae, 22: 154-159.